# 斯洛維尼亞人口
斯洛維尼亞的人口密度為每平方公里101人，在歐洲國家中相對較低。據2002年的人口普查，斯洛維尼亞人口中數量最多的民族是斯洛維尼亞人，佔總人口的83%。至少13%的人口是來自前南斯拉夫的其他地區的移民或者他們的後裔，他們主要居住在城市地區。